# Culicoides subsylvarum
Culicoides subsylvarum är en tvåvingeart som beskrevs av Remm 1981. Culicoides subsylvarum ingår i släktet Culicoides och familjen svidknott. Inga underarter finns listade i Catalogue of Life.